# Ruth Fischer
Ruth Fischer (11 de dezembro de 1895 - 13 de março de 1961) foi uma comunista austríaca e co-fundadora do Partido Comunista Austríaco em 1918. Mais tarde, ela se tornou uma ativista anti-stalinista.

## Biografia
Fischer nasceu Elfriede Eisler em Leipzig em 1895, filha de Marie Edith Fischer e Rudolf Eisler, professor de filosofia, mas de nacionalidade austríaca. Seu pai era judeu e sua mãe era luterana.
Ela era a irmã mais velha do famoso compositor Hanns Eisler e do ativista comunista Gerhart Eisler. Ela estudou filosofia, economia e política na Universidade de Viena, onde seu pai trabalhava.
Em um momento antes de março de 1921, ela adotou o nome de solteira de sua mãe, "Ruth Fischer". De acordo com registros posteriores do Serviço de Segurança Britânico (MI5), ela também usou os nomes de seu parceiro Maslow e do marido Pleuchot.

## Comunismo
O Partido Comunista Austríaco foi fundado em 4 de novembro de 1918 por Ruth Fischer e Paul Friedländer, um estudante de medicina com quem ela se casou em 1917, que mais tarde morreu em uma prisão nazista ou campo de concentração. Ela afirmou em seu livro de memórias, Stalin and German Communism, que ela foi listada como membro número um. Oito dias depois, uma multidão de desordeiros a proclamou editora do maior diário de Viena, o Neue Freie Presse, e ela foi presa e acusada de traição, mas liberada sob anistia. Ela se opôs à tentativa fracassada de tomar o poder na Áustria em junho de 1919, instigada pelo comunista húngaro Erno Bettelheim, e durante as recriminações que se seguiram, ela deixou o marido e se mudou para Berlim. Ela visitou o representante do Internacional Comunista, Karl Radek, muitas vezes enquanto ele estava internado na prisão de Moabit, atuando como seu contato com o Partido Comunista Alemão. Em um livro de memórias escrito em Berlim, Radek comentou: "Ela dava a impressão de ser uma mulher animada, embora sem instrução... Percebi que ela conseguia captar ideias com facilidade, mas que ela não se aprofundava muito, e poderia facilmente cair sob alguma outra influência."
Em 1921, Fischer tornou-se líder da filial de Berlim do Partido Comunista da Alemanha, junto com Maslow. Ambos, devido a liderança excessivamente cautelosa do partido, foram culpados pelo fracasso da Ação de Março em 1921 e se opuseram à tática de uma "frente única" com o Partido Social Democrata Alemão. As autoridades alemãs tentaram repatriá-la à força para a Áustria. Assim, ela se casou com o comunista Gustav Golke (1889-1937, executado no Grande Expurgo soviético), para se naturalizar alemã. Nos primeiros meses de 1923, Ruth Fischer e Heinrich Brandler, líder nacional do Partido Comunista da Alemanha, organizaram uma revolta no modelo fornecido pelos bolcheviques em 1917. Juntos, eles desenvolveram a "teoria da ofensiva". Fischer denunciou a liderança por "fazer concessões ao social-democracia", por "oportunismo" e por "liquidacionismo ideológico e revisionismo teórico". Chris Harman, autor de The Lost Revolution (1982), destacou: "Articulados e enérgicos, eles conseguiram reunir em torno de si muitos dos novos trabalhadores que se juntaram ao partido". Embora ela parecesse representar uma opinião minoritária no Partido Comunista Alemão na época, o Comintern ordenou que ela fosse cooptada para o Comitê Central em abril de 1923.
Em 1923, Fischer apelou para um grupo de estudantes nazistas, proclamando que "aqueles que clamam por uma luta contra o capital judeu já são, senhores, lutadores de classes, mesmo que não saibam... Muito bom. Derrube os capitalistas judeus, pendure-os no poste de luz, pise neles."
Ruth Fischer argumentou que os líderes do Partido Comunista da Alemanha estavam dizendo: "Em nenhuma circunstância devemos proclamar a greve geral. A burguesia descobrirá nossos planos e nos destruirá antes que nos movamos. Pelo contrário, devemos acalmar as massas, conter nosso povo nas fábricas e nos comitês de desempregados até que o governo pense que o momento de perigo passou."
Quando os líderes do partido comunista alemão se encontraram em Moscou em setembro de 1923 para discutir a perspectiva de tomar o poder naquele outono, Leon Trotsky ficou tão perturbado com o antagonismo entre os diferentes partidos que, por lealdade a Brandler, propôs que Maslow e Fischer fossem obrigado a ficar em Moscou. No caso, ficou acertado que Maslow ficaria, mas Fischer poderia retornar à Alemanha.
Após o fracasso da Revolta de Hamburgo e o retorno de Maslow à Alemanha, Fischer, Maslow e Ernst Thälmann ganharam o controle do PC alemão. Em abril de 1924, a 9ª convenção do partido elegeu ela e Maslow co-presidentes do Partido Comunista da Alemanha. Em maio de 1924, ela viajou para o Reino Unido para um sexto congresso do Partido Comunista da Grã-Bretanha. Ela foi eleita para o Reichstag sob seu então nome legal Elfriede Golke, e para a Câmara dos Representantes da Prússia. Em janeiro de 1925, foi presa na Áustria, depois de cruzar a fronteira ilegalmente em uma missão para reviver o partido comunista austríaco.
Durante a luta pelo poder na União Soviética após a morte de Lenin, o trio apoiou o presidente do Comintern, Grigory Zinoviev, que na época estava alinhado com Joseph Stalin. Em junho de 1924, ela liderou a delegação alemã ao quinto congresso do Comintern, onde denunciou Trotsky em público. No sexto congresso do PC alemão, em 1925, ela passou a atacar os dois mártires mais famosos do comunismo alemão, Rosa Luxemburgo e Karl Liebknecht por terem "nos sobrecarregado com grandes erros que devemos erradicar".
Em agosto de 1925, Zinoviev e outros líderes soviéticos decidiram que Fischer e Maslow não eram confiáveis, e o executivo do Comintern aprovou uma resolução atacando-os. Ela foi condenada a ficar em Moscou (enquanto Maslow estava na prisão na Alemanha), e Thälmann assumiu a liderança do partido alemão. Quando a rixa entre Zinoviev e Stalin se tornou pública, ela começou a se encontrar com Zinoviev para resolver suas diferenças passadas. Em fevereiro de 1926, ela foi convocada por Stalin, que lhe permitiu retornar à Alemanha e ser readmitida no partido se ela se aceitasse as escolhas do partido, o que ela se recusou a fazer. Quando o executivo do Comintern realizou uma sessão especial, foram lidas cartas particulares que ela havia escrito, que haviam sido interceptadas pela censura, incluindo uma para Maslow, na qual ela escreveu "Estamos condenados à morte, pois o terror reina em Leningrado". A partir de então, ela foi publicamente ligada à esquerda anti-stalinista. Em 19 de agosto de 1926, ela e Maslow foram expulsos do PC alemão.

## Anti-stalinismo
Na Alemanha, ela e Maslow formaram um grupo dissidente ao PC alemão, argumentando que Stalin era o líder de uma contrarrevolução na URSS, que era governada por uma nova classe de burocratas executando uma forma de capitalismo de Estado. Ela perdeu seu assento no Reichstag em 1928 e fugiu para Paris em 1933. Em agosto do mesmo ano o governo nazista anulou sua naturalização de 1923. Quando Trotsky fundou a Quarta Internacional em 1938, ele "atribuiu grande importância" à Fischer, que o visitava frequentemente na França, embora a oposição dela ao stalinismo.
Em 1941, Fischer deixou a França para os Estados Unidos.
Em 1947, ela testemunhou perante o HUAC contra seus irmãos Gerhart e Hanns. Ela testemunhou que Gerhart era um importante agente do Comintern.
Em 1948, ela publicou seu livro de memórias Stalin and German Communism - mas a precisão do seu relato, de eventos que aconteceram há um quarto de século ou mais antes de ela escrever, foi contestado. O biógrafo de Rosa Luxemburgo, JPNettl, descreveu o livro como "geralmente não confiável; em alguns lugares deliberadamente." A EHCarr examinou uma das alegações feitas no livro e concluiu que era "imprecisa em todos os detalhes que podem ser verificados".
Isaac Deutscher, biógrafo de Trotsky e Stalin, descreveu-a como uma "jovem mulher... sem qualquer experiência ou mérito revolucionário, mas idolatrada pelos comunistas de Berlim".

## Morte
Fischer morreu em Paris em 1961, aos 65 anos, de causas não reveladas.
Ela teve um filho, Friedrich Gerhart Friedländer, nascido em Viena em 1917, mais tarde um matemático, que morreu no Reino Unido em 2001.
O Instituto Internacional de História Social tem um arquivo de seus papeis.